# Mazurcas op. 63 (Chopin)

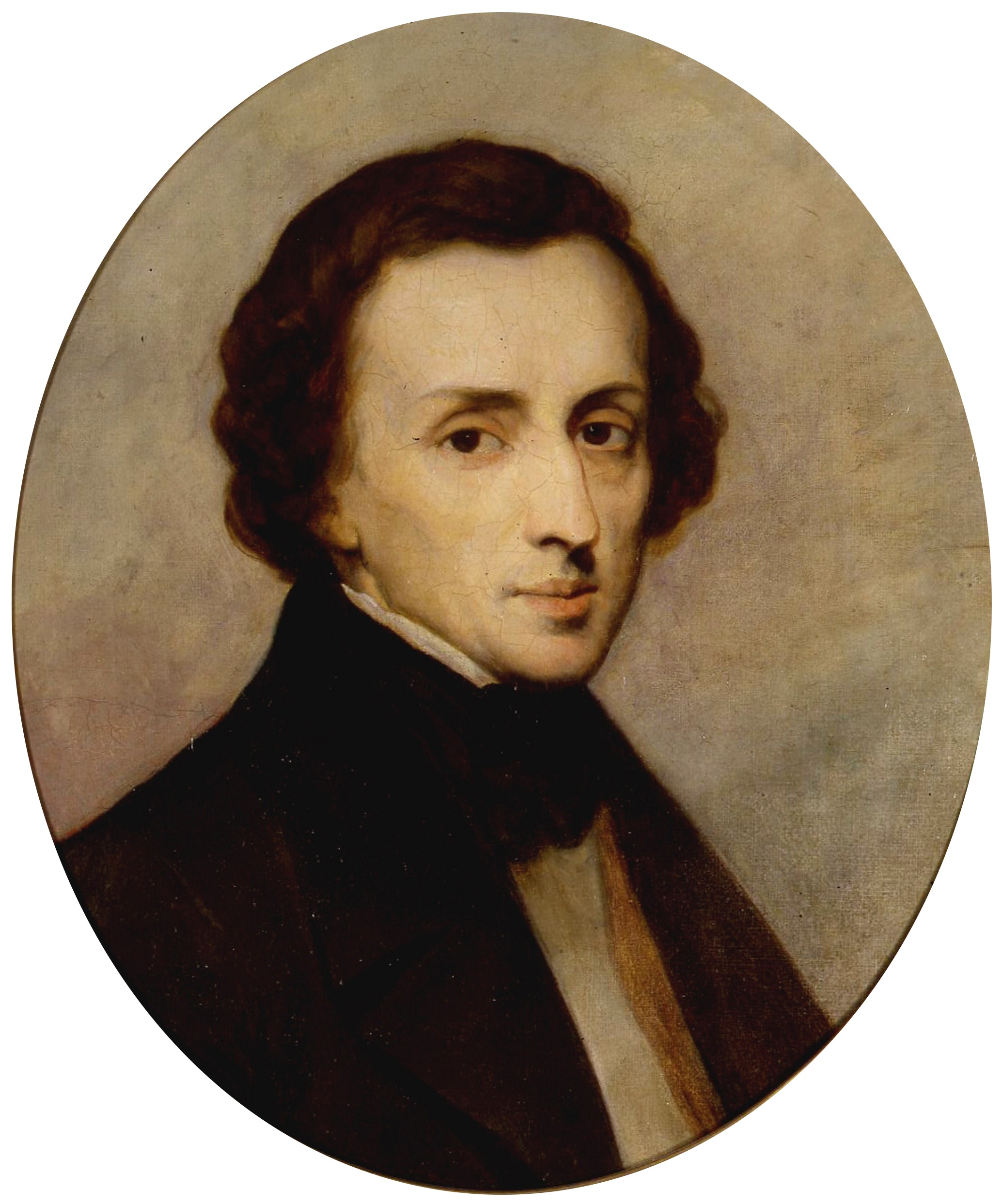
Ary Scheffer Retrato de Chopin Dordrecht Museum 1847

Las Mazurcas op. 63 son un ciclo de tres piezas musicales en miniatura denominadas mazurcas. del compositor polaco Fryderyk Chopin, compuestas en 1846, dedicadas a la condesa Laura Czosnowska, cuya primera edición de diez páginas fue publicado en octubre de 1847 por la editorial francesa "Brandus et Cie" de París. La primera serie completa de grabaciones de estudio de las mazurcas de Fryderyk Chopin en la historia, y este ciclo en particular, fue realizada en los años 1938-1939 por el destacado pianista y virtuoso polaco Artur Rubinstein

## Mazurca en si mayor, op. 63 n.° 1
La Mazurca en clave de si mayor. fue escrita en 1846 en Nohant-Vic (Francia). Escrita en 102 compases, en compás de 3/4, con el tempo de Vivace. El manuscrito de la Mazurca op. 63 n.º 1, en dos páginas, se encuentra (2019) en la Biblioteca Nacional de Francia en París, en el Departamento de Música y tiene la firma Ms. 112
La Mazurca comienza con un tema animado típico de las mazurcas de Chopin. A este le sigue inmediatamente un segundo tema más simple que tiene un aire rústico. A lo largo de la pieza, los sentimientos de animación y emoción presentes en el tema principal contrastan con la sencillez y calidez del segundo tema. En general, esta mazurca es muy rítmica y llena de florituras. Dura unos dos minutos y medio.
La mazurca inicial del opus 63 es muy rítmica, llena de referencias folklóricas, asociadas temáticamente a las mazurcas. Hay muchas repeticiones en toda la notación, con acentos en el segundo y tercer tiempo, con elementos melódicos simples. Esta mazurca impacta emocionalmente con gran calidez y sencillez

## Mazurca en fa menor, op. 63 n.° 2
La Mazurka en clave de fa menor también fue escrita en 1846. Escrita en solo 56 compases, en compás de 3/4, con el tempo Lento. El manuscrito (borrador) de la Mazurca op. 63 n.º 2, en una sola página, está ubicado (2019) en La Croix-en-Touraine en Francia, en la colección privada de la señora Bernard Tracol-Faure.
La segunda mazurca del op. 63 tiene un carácter melancólico, contemplativo y nostálgico, El dominio del lirismo que se puede esperar de Chopin se muestra en esta mazurca junto con sutiles matices en las voces interiores. La parte media de la mazurca trae un momento de resurgimiento, un intento de salir del aura de ensueño, que conduce a la extinción de la melodía en una frase cromática y descendente
La segunda mazurca del conjunto, marcada como Lento y ambientada en la clave nostálgica de fa menor, es de carácter melancólico e introspectivo. El tema principal es bastante hermoso y de carácter noble. La sección central, en la bemol mayor, permite un breve respiro de la atmósfera solemne. Pronto, sin embargo, se escucha una repetición del tema principal, que luego se desvanece en un episodio cromático descendente. La pieza demuestra el dominio del lirismo de Chopin, junto con sutiles matices en las voces interiores. Es la mazurca más corta del conjunto y tarda menos de dos minutos en ejecutarse.

## Mazurca en do sostenido menor, op. 63 n.° 3
La Mazurka en do sostenido menor fue escrita como las otras dos en 1846. Escrita en 76 compases, en compás de 3/4, con el tempo Allegretto. Actualmente se desconoce el paradero del manuscrito de esta mazurca. Probablemente se haya perdido, destruido o en el mejor de los casos, conservado por un coleccionista anónimo.
La mazurca final de la Op. 63 set es un verdadero kujawiak, una danza nacional polaca ligeramente más lenta que una mazurca. Escrita en clave de do sostenido menor, tiene un carácter cantabile con una melodía inocente y expresiva como tema principal. A esta le sigue una breve sección marcada en sotto voce que invoca el espíritu de una mazurca aparentemente olvidado. Sin embargo, rápidamente conduce a la repetición del tema principal, esta vez en una forma modificada con contrapunto, que intensifica el ambiente y la pieza termina de manera dramática. En todo momento, el uso innovador que hace Chopin de dispositivos contrapuntísticos y diferentes texturas crea una atmósfera íntima y lúgubre. Se tarda alrededor de dos minutos y medio en ejecutar. La línea melódica simple, agridulce y expresiva trabaja con elementos contrapuntísticos innovadores y experimentos de textura para crear una miniatura melancólica e íntima